# Dampfbier
 (avril 2021).
Si vous disposez d'ouvrages ou d'articles de référence ou si vous connaissez des sites web de qualité traitant du thème abordé ici, merci de compléter l'article en donnant les références utiles à sa vérifiabilité et en les liant à la section « Notes et références ».

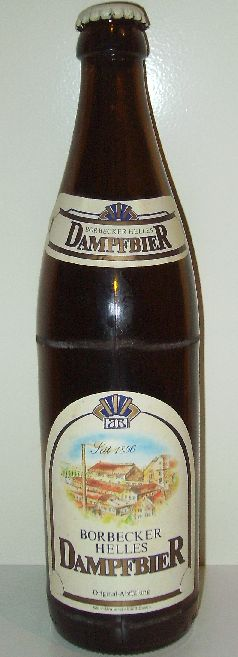
Dampfbier

La dampfbier (« bière vapeur » en allemand) est un type de bière de fermentation haute originaire de Bavière, en Allemagne. 
Elle est brassée en été avec du malt d'orge à peine caramélisé puis elle est fermentée à chaud (+ de 21°) avec de la levure de weizenbier qui lui donne un arrière goût phénolique dominant une touche houblonnée et une très légère effervescence. Sa robe foncée à l'origine varie du blond doré à l'ambre. Son nom provient du brassin qui donne beaucoup de mousses et de bulles donnant l'impression de bouillir et de se transformer en vapeur. 
Vu que le froment était cher et réservé au pain dans cette région de Bavière, l'orge fut utilisée en lui ajoutant des levures prévues pour une bière de froment et du houblon de basse qualité, donnant ainsi cette variété de "bière blanche du pauvre" qui fut très populaire alors.
Un style similaire s'est développé outre-Atlantique, la steam beer elle aussi issue de matériaux pauvres mais qui est une lager.
Ce style a semble-t-il disparu au début du XXe siècle avant d'être remis au goût du jour dans les années 1980-90 tant en Bavière (Erste Dampfbierbrauerei à Zwiesel et Maisel Bräuerei à Bayreuth) qu'en Westphalie (Borbeck Dampf-Bier Brauerei).